# Туркменбаши (станция)
Туркменбаши (туркм. Türkmenbaşy şäheriniň demirýol menzili) — пассажирская железнодорожная станция в городе Туркменбаши. Станция была построена в 1895 году.

## История
В 1880 году с залива Михайловский около города Красноводска (в наст.время - Туркменбаши) начинается строительство Закаспийской железной дороги. Вокзал Красноводска (в наст.время - Туркменбаши) в мавританском стиле был построен в 1895-96 годах. Архитектор — Алексей Леонтьевич Бенуа, который работал в Красноводске. Здание вокзала — одно из красивейших на всей железной дороге Средней Азии. Привокзальная площадь соседствует с мемориалом воинам, погибшим в годы войны. В архитектуре вокзала присутствуют многие элементы дворца эмира бухарского.
Со станции Туркменбаши ежедневно курсирует поезд № 605/606 в Ашхабад, стоимость проезда варьируется до 25 до 95 туркменских манатов в зависимости от класса вагона.